# Катастрофа Ан-12 под Иркутском (2021)
Катастрофа Ан-12 под Иркутском (2021) — авиационная катастрофа, произошедшая 3 ноября 2021 года. Транспортный самолёт Ан-12БК белорусской авиакомпании «Гродно» выполнял грузовой рейс GRX1252 по маршруту Кепервеем—Якутск—Иркутск, но во время выполнения захода на посадку при попытке ухода на второй круг упал в лес в районе села Пивовариха. Погибли все находившиеся на его борту 9 человек — 5 членов экипажа и 4 служебных пассажира (сопровождавшие груз).

## Самолёт
Потерпевший катастрофу самолёт Ан-12БК принадлежал белорусской авиакомпании «Гродно».
Самолёт Ан-12БК был изготовлен на Ташкентском механическом заводе. Он начал полёты в 1968 году в ВВС СССР, перейдя в 1991 году в ВВС РФ. С 2003 летал в армянской авиакомпании Air Armenia. Спустя 11 лет, в 2014 году перешёл в таджикскую Asia Airways, откуда через 2 года отправился в авиакомпанию «Гродно», и пролетал там 2 года и 11 месяцев до дня катастрофы. Самолёту было 53 года.

## Экипаж и пассажиры
Члены экипажа — граждане России, Белоруссии и Украины.
- Командир воздушного судна (КВС) — Александр Николаевич Егоров (гражданин России).
- Второй пилот — Олег Валерьевич Щучко (гражданин Украины).
- Штурман — Андрей Евгеньевич Сергеев (гражданин Белоруссии).
- Бортмеханик — Юрий Николаевич Кропалев (гражданин России).
- Бортрадист — Александр Борисович Чуприненко (гражданин Украины).

Инженеры по техническому обслуживанию
- Дмитрий Иванович Гармоненко (гражданин Белоруссии).
- Максим Михайлович Карпук (гражданин Белоруссии).

Служебные пассажиры, сопровождавшие груз
- Юрий Викторович Володин (гражданин России).
- Олег Эдуардович Вишнев (гражданин России).

## Хронология событий
Транспортный самолёт Ан-12БК совершал грузовой рейс Кепервеем—Якутск—Иркутск. При выполнении захода на посадку он ушёл на второй круг, — после чего исчез с радаров:
экипаж перед посадкой доложил о необходимости уйти на второй круг.
Самолёт упал в 11.45 UTC в районе села Пивовариха в 7 километрах от аэропорта Иркутск. Погибли все 9 человек, находившиеся на борту самолёта.
После падения самолёт загорелся; загорание разлившегося авиатоплива распространилось на площади 300 квадратных метров.

## Расследование
На месте падения работали: 46 человек и 17 единиц техники; затем их количество ещё выросло.
Отмечаются сложные погодные условия на момент посадки: «сильный ливневый снег». Фактическая погода на аэродроме Иркутск за 11.55 UTC: ветер 290° 8 м/сек, видимость метеорологическая 750 метров, на юго-восток 700 метров, видимость на ВПП-30 1600 метров, сильный ливневый снег, облачность сплошная на высоте 200 метров кучево-дождевая, температура воздуха -7 °C, точка росы -8 °C.
Губернатор Иркутской области Игорь Кобзев выезжал на место ЧП.
Среди версий крушения рассматриваются ошибки пилотирования, такие как превышения угла атаки или позднее принятие решения при уходе на второй круг при посадке. Также рассматривается техническая неисправность самолёта, например отказ двигателя из-за столкновения с птицами.
…следственный комитет поставил на контроль расследование уголовного дела по ч. 3 ст. 263 УК РФ (нарушение правил безопасности эксплуатации воздушного транспорта).
Согласно предварительной информации, грузовой самолёт мог разбиться из-за ошибки пилотирования и отказа двигателя при столкновении с птицами.
В качестве возможной причины названо также обледенение руля высоты и элементов механизации крыла.
На тематических форумах отмечается склонность этой модели самолёта к «клевку» при сильном обледенении стабилизатора с последующим сваливанием самолёта в неуправляемое снижение.
Согласно предварительной информации, экипаж самолета согласовал с
диспетчером заход на посадку на аэродром Иркутск на ВПП-30 (магнитный курс
посадки 297°) по системе ИЛС. Фактически, снижение по глиссаде выполнялось с
переменным профилем. Согласно выписке переговоров, экипаж самолета постоянно
контролировал положение самолета по удалению, наиболее вероятно, с
использованием GPS, и высоте, в том числе по радиовысотомеру. После доклада о
высоте 30 м экипаж самолета принял решение об уходе на второй круг с докладом
диспетчеру. Экипаж начал действия по увеличению режима работы двигателей,
действий по переводу самолета в набор высоты не зарегистрировано. Срабатывание
звуковой сигнализации системы предупреждения о приближении земли (EGPWS) на
записи бортового магнитофона не прослушивается. Самолет столкнулся с
деревьями, а затем с земной поверхностью. В ходе проведения поисково-спасательных работ самолет обнаружен на удалении 4 км от аэродрома в лесистой
местности полностью сгоревшим, все находившиеся на борту самолета члены
экипажа и пассажиры погибли.